# Hereditas
Hereditas är en vetenskaplig tidskrift för genetisk forskning som ges ut av Mendelska sällskapet i Lund. 
Tidskriften grundades 1920 med Robert Larsson som förste redaktör. Hereditas publicerade inledningsvis artiklar på engelska, tyska och franska, men är idag endast engelskspråkig. Tidskriften etablerade sig strax efter starten 1920 som det ledande svenska forumet för publicering av arbeten inom genetiken och fick stor betydelse för forskare som ville publicera sina resultat.

## Redaktörer
Robert Larsson (1920–1954)

Arne Müntzing (1955–1977)

Arne Lundqvist (1978–1988)

Karl Fredga och Arne Lundqvist (1989–1996)

Ulf Gyllensten (1996–2001)

Anssi Saura (2002-2011)

Stefan Baumgartner (2012- )